# Сиријски мрки медвед
Сиријска мрки медвед (лат. Ursus arctos syriacus) је релативно мала подврста мрког медведа пореклом са Блиског истока. Дуго се веровало да популације мрког медведа са Кавказа припадају овој подврсти, али је анализом ДНК утврђено да је та претпоставка погрешна и да оне у ствари припадају номиналној подврсти.

## Дистрибуција
У бившем Совјетском Савезу, популација за коју се веровало да је део подврсте сиријског мрког медведа настањује подручје Кавказа, нарочито у Јерменији, Азербејџану и Грузији, док је друга популација сиријског мрког медведа настањена у Туркменистану. Међутим, генетска студија показује да су сви мрки медведи који живе на Кавкаским планинама у сродству са евроазијским мрким медведом (лат. Ursus arctos arctos).
Сем бившег СССР-а, сиријски мрки медвед се јавља у Ирану, Ираку и Турској. Ова подврста је изумрла у Израелу, Либану и недавно у Сирији.
Попут многих великих сисара, популација сиријског мрког медведа се смањује услед губитка станишта и криволова. Они су популарна мета ловцима на крупну дивљач на Блиском истоку и у Азији. Поред тога, жуч медведа је вредна роба због његове употребе у традиционалној кинеској медицини као лек за реуматизам, слаб вид и камење у жучи.

## Карактеристика
То је једна од мањих подврста мрког медведа, иако је мрки медведи као врста међу највећим врстама медведа. Одрасли мужјаци имају лобање површине око 30-40 cm. Боја крзна је обично веома светло браон и у боји сламе. Длака дуж леђа је дужа, сиво-браон боје и често је другачијих нијанси од остатка тела, код неких јединки као тамна линија која иде дуж леђа.
Популације са средњег и Западног Кавказа, чији се распони преклапају са евроазијским мрким медведима, су тамније боје, и већих димензија, водећи неке природњаке да предложе да су они у ствари хибридна популација евроазијског и сиријског мрког медведа. Сматрало се да су ови медведи настали током кватернарне ере када су сиријски медведи мигрирали северно и укрштали се са већим северним медведима. Међутим, према резултатима генетских студија, све популације мрког медведа са Кавказа припадају евроазијском мрком медведу (Ursus arctos arctos). Ове популације имају лобање измерене 37-40 cm у дужину, а њихова боја крзна је црвенкасто браон без мешавине црне боје и браон тонова.

## Станиште
Генерално је пронађен у планинским областима широм настањеног подручја. Чини се да сиријски мрки медведи живе у јазбини и зимују у пећинама и шупљинама дрвећа на бреговима, који се налазе на већим надморским висинама од бора и другог дрвећа. Изван хибернације ови медведи имају тенденцију да се хране на травњацима, ливадама, шумама и познато је да улазе у планинска села како би се хранили житарицама и орасима.

## Војтек
У априлу 1942. године, неколико пољских војних јединица је из Персије кренуло на напорно путовање преко планина ка Египту и Палестини како би се регруписале под надлежношћу британске војске.
Војници су тада наишли на дечака иранског порекла који је нашао младунче сиријског мрког медведа. Како је дечак био гладан, одлучио је да за мало хране војницима прода медведа. Медвед је добио име Војтек, што значи „онај који ужива у рату“ и убрзо је постао маскота ове војне јединице. Војници су бринули о Војтеку: хранили су га и опходили се према њему као према још једном војнику, давали су му алкохол и цигарете, што је утицало на његов раст.
Поред својих „људских активности“, Војтек је уживао и у игри са другим животињама, а његов најбољи пријатељ био је далматинац. Једном приликом, медвед је уплашио лопова који је покушао да украде муницију.
Када се пољска војска из Египта упутила у Непал 1944. године, медведу је било забрањено да се укрца на брод, тако да су војници дошли на идеју да му доделе чин, платну књижицу и серијски број. Такође су га научили и да салутира. Тако је Војтек постао легитимни члан пољске војске.
Када би се конвој кретао, Војтек би седео на месту сувозача у једном од џипова, а како је вирио из џипа, људи на улицама увек би застајали и гледали га у чуду.
Током битке за Монте Касино Војтек је заправо био од користи у борби, носио је кутије муниције тешке и до 45 килограма. Његово учешће у борби толико је инспирисало војнике, да су његови саборци променили свој званични амблем, од тада је на њему био Војтек који држи муницију.
Када су 1947. године војници били распуштени из службе, морали су да се поздраве са својим крзненим пријатељем који је свој дом пронашао у зоолошком врту у Единбургу, где је и угинуо у својој 22. години. Кад год би неко од посетилаца проговорио пољски, он би се орасположио, а често су му у посету долазили и саборци, од којих су неки прескакали ограду и одлазили да се рву с њим.